# 東京大学物性研究所
東京大学物性研究所（とうきょうだいがくぶっせいけんきゅうしょ、英: The Institute for Solid State Physics, the University of Tokyo）は、東京大学の附置研究所で、基礎物性科学を総合的に推進することを目的としている研究所。略称はISSPまたは物性研。
共同利用・共同研究拠点に指定されている（「物性科学研究拠点」）。
1999年までは六本木に所在した。

## 概要
1957年4月1日、全国物性研究者の要望と日本学術会議の勧告および、文部省と科学技術庁の合意に基づき、設立。六本木の旧歩兵第三連隊兵舎の一角に設置された。
1980年代には先端的実験技術の開発が目標となり、設備重点5計画（超低温物性、超強磁場、極限レーザー、表面物性、軌道放射物性）を順に整備していった（1980年～1986年）。
1980年（「第2世代」）、従来の固有21部門を、極限物性（超強磁場、極限レーザー、表面物性、超低温物性、超高圧を含む）、軌道放射物性、中性子回折物性、凝縮系物性、理論の5大部門に改組。1996年（「第3世代」）、新物質科学、物性理論、先端領域、極限環境、先端分光の5大研究部門と軌道放射物性研究施設、中性子散乱研究施設、物質設計評価施設の3施設に改組された。

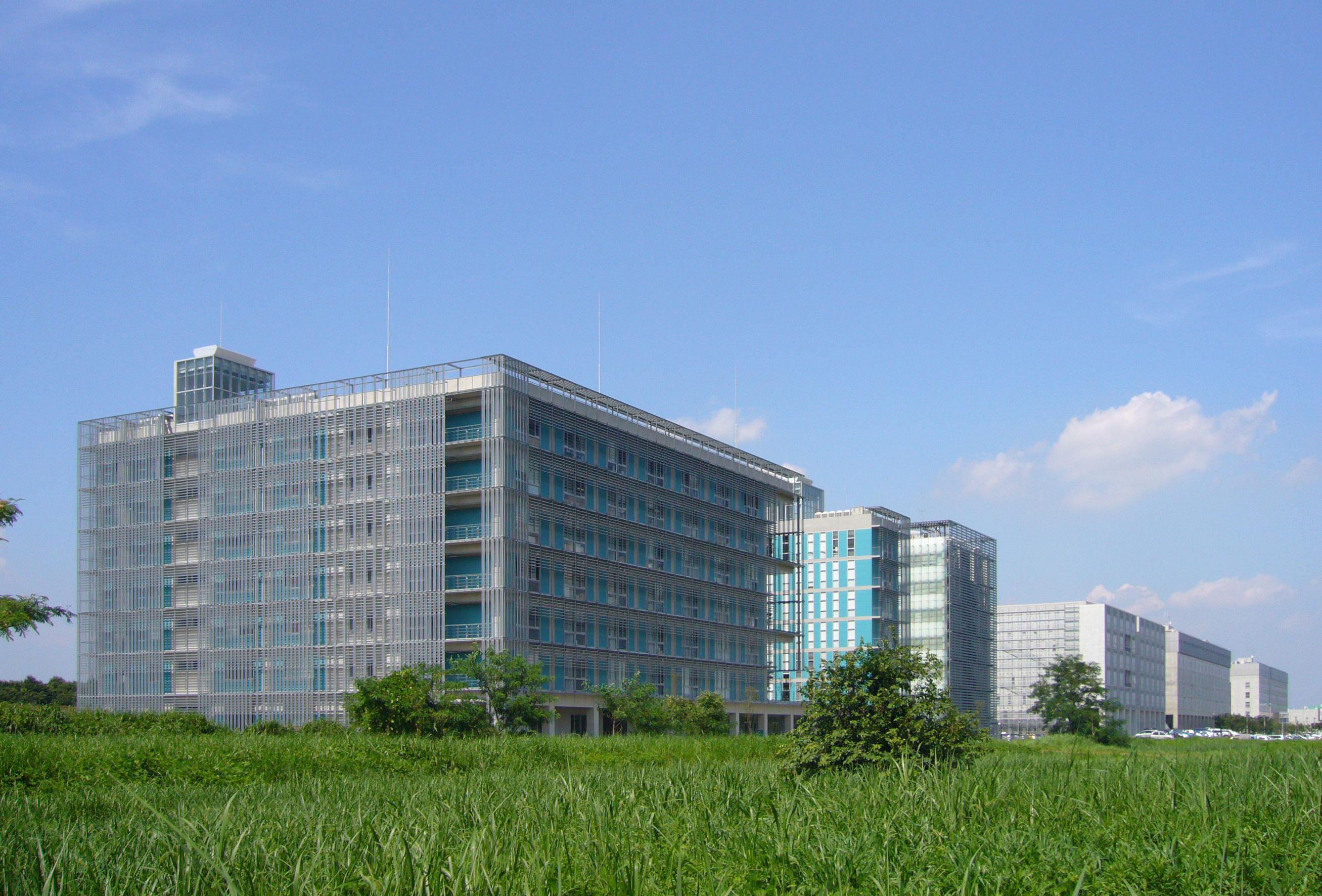
東京大学柏キャンパス

六本木キャンパスの一角で拡充を繰り返した設備は2000年、千葉県柏市柏の葉地区の柏キャンパスへ、東京大学の第3極として全面移転。なお、同時期に宇宙線研究所が移転、新領域創成科学研究科が新設されている。
2006年に「国際超強磁場科学研究施設」を新設、2011年に「計算物質科学研究センター」を新設、2012年、「極限コヒーレント光科学研究センター」が発足した。2016年には従来の部門を横断する組織構成の「機能物性研究グループ」「量子物質研究グループ」が発足した。
2019年、社会連携研究部門として「データ統合型材料物性研究部門」が発足した。
2023年4月現在、凝縮系物性、物性理論、ナノスケール物性、機能物性研究グループ、量子物質研究グループ、社会連携-データ統合型材料物性の6研究部門と6附属研究施設からなる。

## 研究部門
- 凝縮系物性研究部門
- 物性理論研究部門
- ナノスケール物性研究部門
- 機能物性研究グループ
- 量子物質研究グループ
- 社会連携研究部門
  - データ統合型材料物性研究部門

## 附属研究施設
- 物質設計評価施設
- 中性子科学研究施設
- 国際超強磁場科学研究施設
- 計算物質科学研究センター
- 極限コヒーレント光科学研究センター
  - 軌道放射物性研究施設
- 共通施設

## 大学院教育
物性研究所は東京大学大学院の教育も担当している。以下の研究科・専攻から大学院生を受け入れている。
- 東京大学大学院
  - 理学系研究科
    - 物理学専攻
    - 化学専攻

  - 工学系研究科
    - 物理工学専攻

  - 新領域創成科学研究科
    - 物質系専攻
    - 複雑理工学専攻

## 所在地
- 〒277-8581 千葉県柏市柏の葉五丁目1番地5

東京大学柏キャンパス内